# Nox Mortis
Nox Mortis – niemiecki zespół metalowy założony w 1993 roku w turyńskim mieście Gotha związany z Prophecy Productions. Muzykę Nox Mortis określić można jako awangardowy doom metal z wpływami dark wave. Grupa zadebiutowała w 1996 roku albumem Im Schatten des Hasses, który to pod względem muzycznym i brzmieniowym porównywany jest często do albumu Always holenderskiego The Gathering. Z zespołem związani byli Allen B. Konstanz (The Vision Bleak, Ewigheim) i Ulf Theodor Schwadorf (Empyrium, Sun of the Sleepless, Noekk).

## Skład
- Jan-Vincent Simmen – bas
- Allen B. Konstanz (Tobias Schönemann) – perkusja

Gościnnie
- Ulf Theodor Schwadorf (Marcus Stock) – instr. klawiszowe na 7 Lies

## Dyskografia
- Epitaph (1994) – demo
- Wald Der Angst(1995) – demo
- Im Schatten Des Hasses (1996) – LP
- 7 Lies (1999) – LP